# Fighting Bob (film 1915)
Fighting Bob è un film muto del 1915 diretto da John W. Noble.

## Produzione
Il film fu prodotto dalla Rolfe Photoplays.

## Distribuzione
Distribuito dalla Metro Pictures Corporation e presentato da B.A. Rolfe, il film uscì nelle sale cinematografiche statunitensi il 7 giugno 1915.